# Helge Hansen
Helge Hansen (nascido em 24 de fevereiro de 1925) é um ex-ciclista dinamarquês que participava em competições do ciclismo de estrada.
Hansen foi um dos atletas que representou a Dinamarca nos Jogos Olímpicos de 1952, em Helsinque. Ele competiu na prova de contrarrelógio por equipes e terminou em sexto; e no individual, foi o quinquagésimo segundo colocado.